# Jezioro Okrągłe (Równina Drawska)
Jezioro Okrągłe(także Łasko Okrągłe) – jezioro na Równinie Drawskiej, położone w województwie zachodniopomorskim, w powiecie choszczeńskim, w gminie Bierzwnik. Na południowym brzegu jeziora leży wieś Łasko.
Jezioro o maksymalnej głębokości 4,2 m i powierzchni 12,84 ha. 
Zbiornik znajduje się w zlewni Mierzęckiej Strugi.